# مخرم التحتانی
مخرم التحتانی یک منطقهٔ مسکونی در سوریه است که در حمص واقع شده‌است.

## خصوصیات
مخرم التحتانی ۳٬۰۳۵ نفر جمعیت دارد.